# Battaglia di Culqualber
La battaglia di Culqualber è stata combattuta a Gondar, in Etiopia, dal 6 agosto al 21 novembre 1941 fra italiani e britannici.
In quella battaglia il 1º Gruppo Mobilitato dei Carabinieri e il CCXL Battaglione Camicie Nere si immolarono quasi al completo con tale valore che ai pochi sopravvissuti gli avversari tributarono l'onore delle armi. Oltre a numerose menzioni e decorazioni individuali, per il comportamento tenuto dall'intero reparto alla bandiera dell'Arma dei Carabinieri è stata concessa una medaglia d'oro al valor militare. Nel 1949, la ricorrenza della Patrona dell'Arma dei Carabinieri, Virgo Fidelis, è stata fissata dal papa Pio XII per il 21 novembre, giorno in cui cade la Presentazione della Beata Vergine Maria e la ricorrenza della battaglia di Culqualber.

## Situazione
Nel 1941, dopo la caduta di Cheren e dell'Amba Alagi, le operazioni militari in Africa Orientale Italiana si spostarono verso l'Amhara, dove il generale Guglielmo Nasi si era attestato nel sistema difensivo costituito dal ridotto centrale di Gondar e da una serie di capisaldi intorno ad esso. Gondar era l'ultimo baluardo dell'Africa orientale su cui sventolasse ancora la bandiera italiana.
Il terreno circostante era caratterizzato da una serie di alture ad andamento irregolare, con sommità a cono o piatta (amba), intersecate da profondi burroni di difficile percorribilità. Qui fu individuata la posizione chiave per la difesa di tutto il sistema nella Sella di Culqualber, attraverso la quale passava una rotabile a tornanti che era l'unica via di transito utilizzabile dal nemico per raggiungere Gondar con le artiglierie e i reparti corazzati.
Il 6 agosto 1941 il generale Nasi inviò a custodire quel caposaldo i veterani del 1º Gruppo Mobilitato dei Carabinieri, articolato su due compagnie nazionali (200 uomini italiani) e una di zaptié (160 uomini indigeni), al comando del colonnello Augusto Ugolini e del maggiore Alfredo Serranti, del capitano Dagoberto Azzari e del tenente Sante Mantarro. Il seniore Alberto Cassoli comandante del CCXL Battaglione Camicie Nere dell MVSN, forte di 675 legionari.
Presa visione della situazione, i Carabinieri decisero di attestarsi sul Costone dei Roccioni (che con i suoi ciglioni a strapiombo si protendeva ad ovest della rotabile per Gondar) e lungo il retrostante Sperone del km 39, il più avanzato a sud dal lato di Dessié-Debra Tabor. Il comando fu invece posto in posizione baricentrica.

Per meglio prepararsi alla inevitabile battaglia, nelle settimane successive essi si impegnarono nella fortificazione delle loro posizioni utilizzando i tronchi degli alberi che nascevano nei burroni. Per assicurare continuità di fuoco in tutte le direzioni, nella roccia del costone scavarono anche posti a scoglio a feritoie multiple.
Il 4 settembre, alcune compagnie di àscari di Camicie Nere effettuarono una sortita notturna assaltando l'accampamento abissino e conquistando molte armi e munizioni. Gli inglesi reagirono con un pesante bombardamento sulle posizioni italiane.
A settembre gli inglesi, per prepararsi all'attacco finale, si attestarono lungo il vicino fiume Guarnò e sulle alture del Danguriè minacciando direttamente le posizioni dello Sperone del km 39. A quel punto l'apprestamento difensivo dei Carabinieri era ormai completo ma il contemporaneo afflusso di forze nemiche anche nella vallata del Gumerà isolò i Carabinieri di Culqualber dal resto dell'apprestamento difensivo italiano dando inizio ad un lungo assedio.

## L'assedio

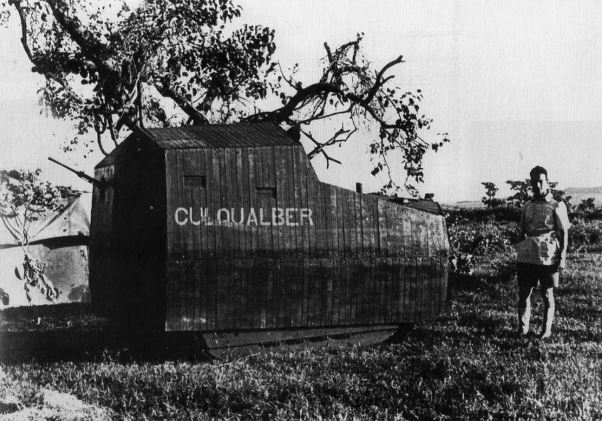
Trattore con blindatura improvvisata, armato con mitragliatrici Schwarzlose e Fiat '35: lo strano mezzo venne ribattezzato "porcospino"

L'accerchiamento degli italiani sulla Sella di Culqualber era completo e così le linee di rifornimento con le retrovie erano tagliate. Iniziò, così, un periodo degli stenti. I viveri furono subito razionati e spesso il loro unico pasto era costituito dalla bargutta, una farina molto grossolana ottenuta macinando con delle pietre granaglie, biade e mangime per quadrupedi, poi impastata con acqua e cotta tra sassi roventi e braci.
Ma più della fame, le sofferenze e le preoccupazioni maggiori venivano dalla mancanza d'acqua. L'unica fonte di approvvigionamento sicura, infatti, era costituita da una sorgente la cui portata era però troppo scarsa per soddisfare i bisogni mentre l'Arno-Guarnò e il Gumerà, i due fiumiciattoli a cui fino a quel momento avevano attinto, erano ormai dominati delle forze assedianti. I carabinieri, dimostrando grande spirito di adattamento, di notte usavano stendere i loro asciugamani per terra che al mattino raccoglievano bagnati dall'elevata umidità notturna, così potevano almeno curare l'igiene personale. Per il resto dovevano spingersi fino ai fiumi dove erano facile bersaglio del tiro nemico, cosa che provocava uno stillicidio di perdite.
Gli assediati erano però coscienti che il tempo giocava a favore degli inglesi, così da metà ottobre iniziarono una serie di sortite con il duplice scopo di allentare la pressione del nemico sul caposaldo e sottrargli armi e vettovagliamenti.
Nel corso degli scontri di Culqualber si distinse in particolare il muntaz Unatù Endisciau che rifiutando di arrendersi agli inglesi, in seguito alla capitolazione del ridotto avanzato di Debra Tabor, oltrepassate le linee nemiche raggiunse le linee italiane per portare in salvo il gagliardetto del battaglione. Ferito a morte nell'adempimento della missione, primo soldato indigeno, fu decorato con la medaglia d'oro al valor militare.

## La sortita del 18 ottobre
La prima sortita ebbe inizio il 18 ottobre e fu diretta contro una posizione sull'altura di Lambà-Mariam, 15 chilometri a nord del caposaldo. Questa fu anche la più importante e cruenta fra le molte che caratterizzarono la resistenza di Culqualber dal momento che causò molte perdite al nemico e consentì di sottrargli un sostanzioso bottino di armi, munizioni e vettovagliamento.
Visto il successo della loro iniziativa, i Carabinieri continuarono la loro azione con un attacco frontale che, per risparmiare munizioni e secondo gli ordini dati, fu portato all'arma bianca. I britannici ne furono travolti e abbandonarono lasciando in mano dei Carabinieri l'intero complesso di Lambà-Mariam. A quel punto il colonnello Augusto Ugolini, comandante della difesa, ordinò al maggiore Alfredo Serranti di difendere la posizione con i carabinieri che avevano partecipato all'attacco mentre lui, con i reparti coloniali, inseguiva l'avversario ricacciandolo oltre il Gumerà.
I carabinieri del maggiore Serranti riuscirono a resistere fino al rientro degli zaptié di Ugolini, nonostante un contrattacco inglese da est. Incalzati dai britannici, tutti insieme iniziarono una lunga e pericolosa marcia in formazione di combattimento, resa più difficile dai feriti barellati e dalla necessità di portare il ricco bottino in armi, munizioni e viveri.
L'operazione consentì agli italiani un temporaneo respiro dalla pressione avversaria e, grazie al bottino di vettovaglie e materiali vari, un alleggerimento nel razionamento e le risorse necessarie a permettere il proseguimento della resistenza.
Per l'operazione di Lambà-Mariam (che agli italiani era costata 36 morti contro gli oltre 150 britannici) i Carabinieri ottennero la Menzione Onorevole nel bollettino del Quartier Generale delle FF.AA. n. 505.

## La controffensiva inglese
Nei giorni seguenti il Comando britannico fece affluire nella zona reparti corazzati e rinforzi di ogni genere, incluse decine di migliaia di irregolari al comando di ufficiali britannici. Contemporaneamente avviarono una guerra psicologica, con lanci di manifestini e intimazioni di resa intervallati da martellamenti di artiglierie e bombardamenti aerei. Mandarono anche dei sacerdoti copti per indurre i difensori alla resa, inutilmente. Più volte inviarono una camionetta con la bandiera bianca, che fu sempre respinta. A quel punto il comandante Serranti rinviò i messaggeri, avvertendoli che la sua risposta sarebbe stata portata dalle armi.
Dal 21 ottobre la pressione esercitata dagli attaccanti si fece sempre più asfissiante con continui attacchi di terra e aerei.

## Novembre
A novembre iniziò una serie di attacchi britannici che avrebbe portato alla loro vittoria finale:
- 2: l'ospedaletto da campo è distrutto da un bombardamento. Anche il cimitero è fatto oggetto di bombardamento.
- 5: la 1ª Compagnia Carabinieri blocca un massiccio attacco operato sul settore meridionale del caposaldo e per il suo comportamento riceve un encomio dal comandante della difesa.
- notte del 12: i britannici iniziano un formidabile attacco che, nelle loro intenzioni, doveva essere risolutivo.
- 13: dopo alcuni intensi bombardamenti i britannici attaccarono per tutta la giornata, anche con sanguinosi scontri all'arma bianca. La battaglia si concluse solo a sera con la vittoria difensiva degli italiani che ricacciarono nei burroni del Costone dei Roccioni i mercenari Uollo e le truppe regolari sudanesi e kikuyu che i britannici avevano lanciato all'assalto del caposaldo.
- 14: dopo la cocente sconfitta, gli assalitori si concedono una giornata di tregua. I Carabinieri impiegarono questa giornata per soccorrere i feriti, per tumulare i caduti (compresi quelli avversari) e rifocillarsi con il primo pasto caldo da diversi giorni.
- 15-19: gli inglesi, con l'aviazione bombardano e spezzonano continuamente le posizioni italiane mentre via terra reiterano i loro attacchi riuscendo anche a conquistare alcune posizioni. I Carabinieri e gli Zaptié, pur nettamente inferiori in uomini e mezzi, rispondono colpo su colpo e con furiosi contrattacchi e scontri corpo a corpo riconquistando ogni volta le posizioni perse. Tra l'altro il 18 ben nove aerei sono abbattuti dal tiro delle mitragliatrici. In quei cinque giorni i difensori mostrano una grande saldezza di spirito e tutti si offrono volontari per infiltrarsi nello schieramento avversario e portare azioni di disturbo per alleggerire gli attacchi. Tra i tanti si distingue il Carabiniere Poliuto Penzo, poi divenuto cieco per azioni di guerra, e decorato con una Medaglia d'Oro al Valor Militare.
- 20 novembre: 57 velivoli attaccano dal cielo mentre centinaia di camionette, ingenti forze corazzate e non meno di 20000 uomini si preparano ad avanzare verso la Sella di Culqualber.
- 03:00 del 21: è l'inizio dell'assalto finale. I combattimenti raggiungono subito livelli di incredibile violenza. Tra attacchi e contrattacchi e sanguinosi scontri all'arma bianca:
  - la 1ª Compagnia, impegnata nella difesa del km 39, si batte con valore. Anche quando gli inglesi sono ormai padroni del caposaldo e tutto è ormai perduto li impegnano in furiosi combattimenti difendendo ogni palmo di terreno. Quasi tutti perdono la vita.
  - la 2ª Compagnia, posta a difesa del fronte del Costone (meno protetto da apprestamenti difensivi),  per tutta la giornata contrattacca per difendere le proprie posizioni o riconquistare quelle perse, ricorrendo alle baionette ed alle bombe a mano quando ormai le munizioni sono esaurite. Anche loro muoiono quasi al completo.

Tra gli altri, il 21 muoiono tutti e tre i comandanti: Carlo Garbieri cade alle 12:30 colpito a cuore; Alfredo Serranti alle 15:00 trafitto all'addome; Alberto Cassoli alle 15:30 colpito in fronte (comandante del 240º Battaglione Camicie Nere d'Africa, che muore quasi interamente sul campo). Il maggiore Serranti, pur sanguinante per le ferite ricevute, rifiutò di lasciarsi medicare per non abbandonare i suoi Carabinieri e Zaptié che, galvanizzati dalla sua presenza, seguirono l'esempio e la sorte del loro Comandante preferendo morire piuttosto che arrendersi.
La sera del 21 novembre 1941 si spense l'ultima resistenza del caposaldo di Culqualber.

## Riconoscimento ai caduti
La caduta del caposaldo di Culqualber fu citata nel Bollettino delle FF.AA. n. 539 del 23 novembre 1941 in questi termini:
«... gli indomiti reparti di Culqualber-Fercaber, dopo aver continuato a combattere anche con le baionette e le bombe a mano, sono stati infine sopraffatti dalla schiacciante superiorità numerica avversaria. Nell'epica difesa si è gloriosamente distinto, simbolo del valore dei reparti nazionali, il Battaglione Carabinieri, il quale, esaurite le munizioni, ha rinnovato sino all'ultimo i suoi travolgenti contrattacchi all'arma bianca. Quasi tutti i Carabinieri sono caduti».
Per l'eroismo dimostrato nella difesa di Culqualber, la bandiera dell'Arma dei Carabinieri è stata insignita della sua seconda medaglia d'oro al valor militare con la seguente motivazione:
«Glorioso veterano di cruenti cimenti bellici, destinato a rinforzare un caposaldo di vitale importanza, vi diventava artefice di epica resistenza. Apprestato saldamente a difesa l'impervio settore affidatogli, per tre mesi affrontava con indomito valore la violenta aggressività di preponderanti agguerrite forze che conteneva e rintuzzava con audaci atti controffensivi contribuendo decisamente alla vigorosa resistenza dell'intero caposaldo, ed infine, dopo aspre giornate di alterne vicende, a segnare, per ultima volta in terra d'Africa, la vittoria delle nostre armi».
«Delineatasi la crisi, deciso al sacrificio supremo, si saldava graniticamente agli spalti difensivi e li contendeva al soverchiante avversario in sanguinosa impari lotta corpo a corpo nella quale comandante e carabinieri, fusi in un solo eroico blocco simbolico delle virtù italiche, immolavano la vita perpetuando le gloriose tradizioni dell'Arma».
Alla difesa del caposaldo partecipò invece il LXVII Btg. Coloniale (Magg. Carlo Garbieri poi caduto nelle ultime fasi della difesa), distintosi poi nell'attacco a sorpresa a Lambà-Mariam. I Reali Carabinieri arrivarono dopo che il passo era già presidiato e furono accolti dalla 4ª Cp. del LXVII Btg. Col. comandata dal S/Ten. Giovanni PINAT. Si ricordano anche gli artiglieri che, con pezzi antiquati, fecero il loro dovere, unitamente a chi operò nell'ospedale da campo e nei servizi di Culqualber.
Alla vicenda e agli eroi caduti Filippo Tommaso Marinetti dedica un capitolo ("simultaneità") del poema Canto eroi e macchine della guerra mussoliniana.